# Ana Isabel de Lorena-Elbeuf
Ana Isabel de Lorena (em francês:  Anne-Élisabeth de Lorraine) também conhecida como Ana Isabel de Lorena-Elbeuf  (6 de agosto de 1649 – Bar-le-Duc, 5 de agosto de 1714), era uma princesa francesa da Casa de Lorena.

## Biografia
Bisneta do rei Henrique IV de França, era a filha mais velha de Carlos III de Lorena, Duque de Elbeuf, chefe do ramo francês da Casa de Lorena, e de Ana Isabel de Lannoy.

## Casamento e descendência
Em 1669, casa com Carlos Henrique de Lorena, Príncipe de Commercy (1649-1723), filho natural do duque Carlos IV da Lorena e de Beatriz de Cusance.
Deste casamento nasceu um filho:
- Carlos Tomás (Charles Thomas) (1670-1704), que morre antes do pai.